# أسفل مرصاف

تعديل مصدري - تعديل

اسفل مرصاف هي إحدى قرى عزلة سباح بمديرية سباح التابعة لمحافظة أبين، بلغ تعداد سكانها 52 نسمة حسب تعداد اليمن لعام 2004.